# Kuchnia malgaska

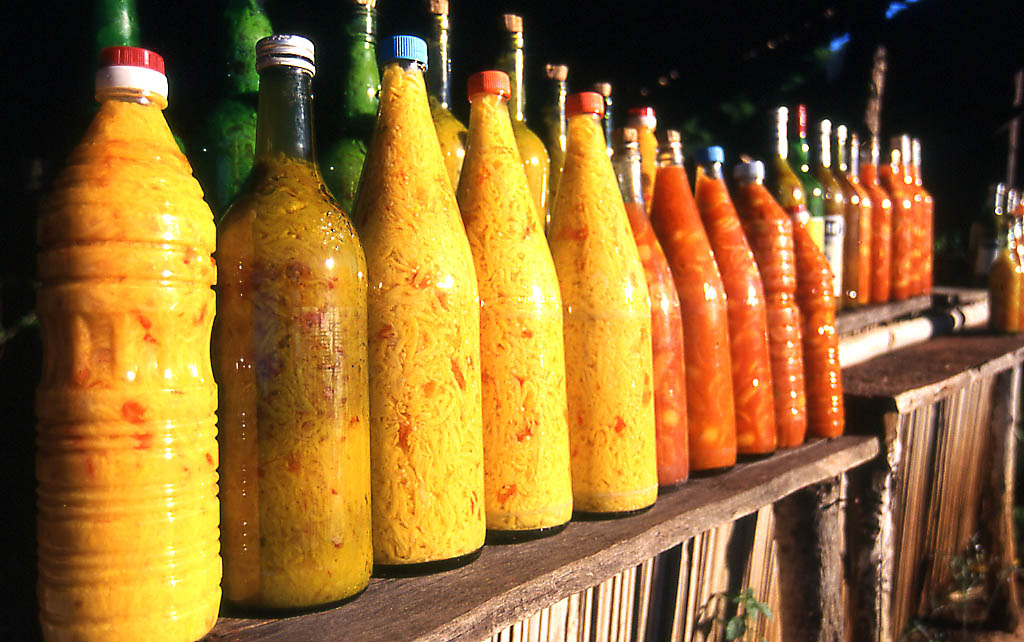
Tradycyjne malgaskie przetwory z mango i limonki

Kuchnia malgaska – ogół niezwykle zróżnicowanych tradycji kulinarnych poszczególnych grup etnicznych Madagaskaru. Obejmuje zarówno proste potrawy z ryżu, który jest podstawą pożywienia na wyspie, z dodatkiem laoka czyli dodatków warzywno-mięsnych, jak i bardzo wyszukane dania wywodzące się z dawnej kuchni królewskiej. Na południu ryż bywa zastępowany zazwyczaj przez maniok lub bataty. Na północy w dużym stopniu wykorzystuje się także orzechy kokosowe. Niektóre potrawy wykazują wpływy francuskie, kreolskie lub chińskie.

## Typowe dania
- masikita – rodzaj szaszłyków[3],
- ravitoto[1] – liście manioku, gotowane z wieprzowiną i olejem,
- hena ritra – mięso duszone z ziołami,
- kitoza[1] – mięso pocięte na długie paski i następnie suszone,
- romazava – danie jednogarnkowe z wołowiny i warzyw liściowych.

## Napoje
Popularnym napojem jest ranovola, sporządzany poprzez zalanie wrzątkiem lekko przypalonego ryżu pozostałego w garnku
Typowe napoje alkoholowe obejmują m.in. toaka gasy, czyli lokalny rum z trzciny cukrowej, zaś na wybrzeżu wino palmowe, nazywane trembo.